# Philosophie des mathématiques
 (avril 2016).
Si vous disposez d'ouvrages ou d'articles de référence ou si vous connaissez des sites web de qualité traitant du thème abordé ici, merci de compléter l'article en donnant les références utiles à sa vérifiabilité et en les liant à la section « Notes et références ».
 (avril 2016).

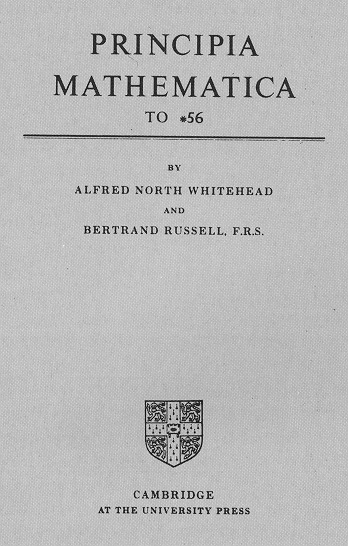
Principia Mathematica, un des plus importants travaux sur la philosophie des mathématiques

La philosophie des mathématiques est la branche de la philosophie des sciences qui tente de répondre aux interrogations sur les fondements des mathématiques ainsi que sur leur usage. On y croise des questions telles que : « les mathématiques sont-elles nécessaires ? », « pourquoi les mathématiques sont-elles utiles ou efficaces pour décrire la nature ? », « dans quel(s) sens, peut-on dire que les entités mathématiques existent ? » ou « pourquoi et comment peut-on dire qu'une proposition mathématique est vraie ? ».
Les différentes réponses possibles à ces questions s'organisent en différentes écoles de pensée, au nombre desquelles on compte, entre autres :
- le réalisme mathématique ou réalisme platonicien ;
- le formalisme ;
- le logicisme ;
- l'intuitionnisme ;
- le structuralisme ;
- le constructivisme (mathématiques).

Ces pistes seront abordées dans la suite de l'article.

## Thèmes récurrents
Les thèmes récurrents comprennent :
- Quel est le rôle de l'humanité dans le développement des mathématiques ?
- Quelles sont les sources de la discipline des mathématiques ?
- Quel est le statut ontologique des entités mathématiques ?
- Qu'est-ce que cela signifie de se référer à un objet mathématique ?
- Quel est le caractère d'une proposition mathématique ?
- Quelle est la relation entre la logique et les mathématiques ?
- Quel est le rôle des herméneutiques en mathématiques ?
- Quels types d'études jouent un rôle dans les mathématiques ?
- Quels sont les objectifs de l'étude mathématique ?
- Qu'apportent les mathématiques à l'expérience ?
- Quels sont les traits humains derrière les mathématiques ?
- Qu'est-ce que la beauté mathématique ?
- Quelles sont la source et la nature de la vérité mathématique ?
- Quelle est la relation entre le monde abstrait des mathématiques et l'univers matériel ?
- Les nombres ont-ils une existence intrinsèque (cf. Pythagore) ou sont-ils des constructions humaines ?

## La nature des objets mathématiques
De quoi traitent les mathématiques ? La biologie moléculaire cherche à expliquer le fonctionnement du vivant par l'étude des interactions chimiques entre les molécules. La cosmologie cherche à donner une description cohérente de l'Univers dans son ensemble en oubliant les structures particulières. Les neurosciences cherchent à explorer le fonctionnement interne du cerveau et à comprendre l'origine de la pensée. Et les mathématiques ?
Les mathématiques traitent de nombreux objets dont les propriétés diffèrent. Mais ces objets sont des définitions issues de la réflexion humaine. En ce sens, les mathématiques sont des créations de l'esprit humain, le résultat d'une « construction neuronale » selon le neurologue Jean-Pierre Changeux. L'exploration mathématique consisterait à l'énumération de propriétés vérifiées par les objets définis au préalable. Pourtant, la pratique permet de différencier le vrai du faux, de cerner la justesse des raisonnements, et même la pertinence des définitions.
Au contraire, de nombreux mathématiciens sont d'avis de placer les raisonnements mathématiques comme préexistant à l'esprit humain. En ce sens, énoncer un nouveau théorème n'est pas une invention, mais une découverte. Le mathématicien français Jean-Pierre Serre est de cet avis. Il apparente l'étude des cas particuliers, des exemples et contre-exemples, à l'expérimentation.
À première vue, les mathématiques sont une discipline de la pensée qui ne se confronte pas avec le réel. À première vue seulement. Si les mathématiques sont un langage indispensable pour une description de la physique, les sciences de la nature ont conduit au développement interne des mathématiques. Ainsi :
- La géométrie est née de la confrontation à la vision, et de la compréhension du positionnement relatif des objets dans l'espace ;
- Le calcul différentiel trouve ses origines dans la volonté de poser les équations de la dynamique avec Newton ;
- Les séries de Fourier résultent de la résolution de l'équation de la propagation de la chaleur ;
- La géométrie riemannienne est née des incohérences apparentes des cartographies de la Terre ;
- Les ondelettes résultent de problèmes liés à la sismologie.

## La question des origines
Quand commence la mathématique ? Difficile de répondre précisément. Tout dépend du sens du terme « mathématique ».
La mathématique dans une acception très large est un ensemble de concepts numériques et spatiaux associés à trois formes de raisonnements : la déduction, l'induction complète (récurrence) et le raisonnement par l'absurde. Les mathématiques commencent donc avec le dénombrement et la mesure. Ce savoir est antérieur à l'écriture. Des entailles sur des os préfigurent des calendriers lunaires, à l'instar de l'os d'Ishango. L'utilisation des nombres était effective dès les premières civilisations (Mésopotamie, IVe millénaire).
Toutefois, si on limite les mathématiques à une connaissance scientifique reposant sur des raisonnements valides, les premières mathématiques sont le fruit de la civilisation grecque.
Les différends sur les origines mathématiques portent davantage sur la définition de cette science que sur l'authenticité des preuves historiques.

## Les mathématiques, science ou langage?
Par leur rapport particulier au réel et à la pensée, les mathématiques se distinguent des autres domaines de connaissance et de recherche. Ce double rapport à la pensée et au réel conduit des philosophes des sciences à s'interroger sur l'appellation sciences. En philosophie des sciences, le faillibilisme est employé par Charles Sanders Peirce pour opposer les sciences au fondamentalisme ; ce concept est repris dans le rationalisme critique de Karl Popper sous le terme de réfutabilité. Popper reconnaît les mathématiques comme sciences à la suite des travaux d'Alfred Tarski sur la sémantique. La question de savoir si les mathématiques sont ou non une science est une question relevant de la philosophie des mathématiques. Les mathématiques pourraient fort bien occuper une place à part, aux côtés des sciences humaines, de la philosophie, et des sciences exactes.
Dominique Lecourt rappelle que pour « Bachelard depuis l'essai sur la connaissance approchée (1928) que les mathématiques ne sauraient être conçues comme un langage bien fait. [...] L'essence des mathématiques tient dans leur puissance d'invention ; elles apparaissent comme l'élément moteur du dynamisme de la pensée scientifique. Les mathématiques ne sauraient être réduites à un simple langage qui exprimerait, à sa manière, des faits d'observation ». (page 100)

## Esthétique
Beaucoup de mathématiciens ont été destinés à cette discipline en raison d'un sens de la beauté mathématique qu'ils perçoivent en elle.
Dans son travail sur le nombre d'or, S.E. Huntley relate le sentiment de la lecture et de compréhension de la démonstration d'un théorème de mathématiques de quelqu'un d'autre, à celle d'un spectateur devant un chef-d'œuvre d'art—le lecteur d'une démonstration a un sens similaire de l'euphorie lors de sa compréhension que l'auteur original celle-ci, autant que selon lui, le spectateur d'un chef-d'œuvre a un sentiment d'euphorie semblable au peintre ou sculpteur d'origine. En effet, on peut étudier les écrits mathématiques et scientifiques comme de la littérature.
Philip J. Davis et Reuben Hersh ont fait remarquer que le sens de la beauté mathématique est universel. À titre d'exemple, ils fournissent deux preuves de l'irrationalité de √2. La première est la preuve traditionnelle par la contradiction, attribué à Euclide; le second est une preuve plus directe impliquant le théorème fondamental de l'arithmétique qui, affirment-ils, est au cœur de la question. Davis et Hersh soutiennent que les mathématiciens trouvent la seconde preuve plus esthétique car elle se rapproche de la nature du problème.
Paul Erdős était connu pour sa déclaration selon laquelle un « Livre » contiendrait les démonstrations mathématiques les plus élégantes et belles. Il n'y a pas d'accord universel qu'un résultat a une démonstration « la plus élégante »; Gregory Chaitin a argumenté contre cette idée.
Les philosophes ont parfois critiqué le sens de la beauté ou l'élégance de mathématiciens comme étant, au mieux, vaguement fixée. De la même façon, cependant, les philosophes des mathématiques ont cherché à caractériser ce qui fait qu'une démonstration est plus élégante qu'une autre.
Un autre aspect de l'esthétique concernant les mathématiques est la vision des mathématiciens vis-à-vis des utilisations possibles des mathématiques à des fins jugées contraires à l'éthique ou inappropriée. La manifestation la plus connue de ce point de vue est exposée dans Le livre de G. H. Hardy, A Mathematician's Apology, où Hardy soutient que les mathématiques pures possédaient une beauté supérieure aux mathématiques appliquées précisément parce qu'elles ne peuvent pas être utilisées à des fins non éthiques.

## Philosophies des mathématiques
L'universalité manifeste des mathématiques et leur efficacité sont, au moins depuis l'Antiquité grecque, une source de questions philosophiques et métaphysiques. L'histoire des idées est intimement liée à la réflexion sur la nature des mathématiques. On peut distinguer trois grandes questions :
- Quel est le mode d'existence des objets mathématiques ? Sont-ils réels et, le cas échéant, de quelle réalité s'agit-il ? N'est-ce qu'une production purement raisonnée de la pensée ?
- Pourquoi les mathématiques semblent-elles universelles ?
- Pourquoi les mathématiques, qui relèvent d'une création de l'esprit, permettent-elles de comprendre un aspect de l'univers ?

Le développement d'autres disciplines (sciences cognitives, philosophie de l'esprit…) soulève d'autres questions du type :
- La structure de la pensée humaine impose-t-elle des contraintes, voire des limites, à la forme et au développement des mathématiques ? (Les mathématiques que nous connaissons seraient-elles partiellement ou fondamentalement différentes si elles étaient conçues par un esprit à la structure ou aux capacités différentes ?)
- Plus prosaïquement : seul l'homme est-il capable de mathématiques ? Quelles sont les apports possibles, limites d'une machine ?

### Le platonisme
« Que nul n'entre ici s'il n'est géomètre », était-il gravé sur le portail de l'Académie, école de Platon. Pour ce philosophe, les mathématiques sont un intermédiaire pour accéder au royaume des Idées.

### L'aristotélisme
Concernant les mathématiques, Aristote est encore très empreint de platonisme. Il réfute cependant l'existence séparée des nombres, lignes, surfaces , mais admet les objets mathématiques comme des abstractions, « c'est-à-dire ce qui, étant un être déterminé, n'est séparable que par une distinction logique ». Ces abstractions logiques sont à la fois réelles (au sens précédent) et utiles, car « on peut arriver à des résultats excellents en posant comme séparé ce qui n'est pas séparé. » « Et plus les attributs sur lesquels portent la science ont d'antériorité logique et de simplicité, plus aussi la science a d'exactitude. »
Aristote conçoit l'univers au-delà de la Lune, les étoiles et les planètes, comme régi par des lois mathématiques rigoureuses, éternelles et parfaites, alors que le monde sublunaire est sujet au changement et au mouvement comportant de l'indétermination. La physique des phénomènes terrestres ne peut donc prétendre acquérir la même rigueur et la même universalité que celles des phénomènes astraux.
Cependant, la relation entre le physicien et le mathématicien est présentée, indépendamment du contexte supra ou sub lunaire, dans le premier livre des Seconds Analytiques comme celle entre l'étude du fait et celle du pourquoi : « Tels sont les problèmes qui sont entre eux dans un rapport tel que l'un est subordonné à l'autre : c'est le cas, par exemple, des problèmes d'Optique relativement à la Géométrie, de la Mécanique relativement à la Stéréométrie, de l'Harmonique pour l'Arithmétique, et des données de l'observation pour l'Astronomie. »

### Le logicisme
Le logicisme considère que les mathématiques sont toutes entières incluses dans l'ensemble des connexions logiques élémentaires, théoriquement explicites, qui composent une démonstration.
"L'ambition de G. Frege ne se bornait pas à rebâtir la logique, elle entendait également fonder les mathématiques sur la logique". « Frege renonça à son programme logiciste » après avoir échoué à résoudre le paradoxe de Bertrand Russell (ensemble qui ne se contient pas en tant qu'élément). Bertrand Russell invente la théorie des types pour le résoudre.
D'après H. Barreau, « la rançon du logicisme est l'impossibilité constatée de rejoindre même les bases les plus sûres de l'arithmétique ».

### Le formalisme
Selon Hervé Barreau qui reprend David Hilbert : « le programme formaliste est né de la volonté des mathématiciens d'accueillir une logique formelle adaptée aux besoins des mathématiciens sans pour autant adhérer au programme logiciste »  et plus loin : « Au lieu de raisonner sur les êtres mathématiques, il faut raisonner sur des signes privés de toute signification ».
Ce courant est à l'origine d'une métamathématique et d'autre part des démonstrations d'existence constructives avec en particulier les conditions de consistance (c'est-à-dire de non contradiction) et les conditions de complétude (c'est-à-dire la capacité de prouver que toute proposition correctement formée est vrai ou fausse). Kurt Gödel, qui n'était pas formaliste, a proposé les deux théorèmes d'incomplétude qui ont changé la vision des mathématiques.
D'après Hervé Barreau, « la rançon du formalisme, [c'est de] ne satisfaire personne et [de] laisser les mathématiciens courir leur aventure à leurs risques et périls ».

### L'intuitionnisme
C'est le courant des mathématiciens qui, selon Hervé Barreau "dénoncent la confusion que commettaient les formalistes entre mathématiques réelles, qui sont toujours constructives, et les théories formalisées qui ne veulent pas savoir de quoi elles parlent".
« La possibilité même de la science mathématique semble une contradiction insoluble. Si cette science n'est déductive qu'en apparence, d'où lui vient cette parfaite rigueur que personne ne songe à mettre en doute ? Si, au contraire, toutes les propositions qu'elle énonce peuvent se tirer les unes des autres par les règles de la logique formelle, comment la mathématique ne se réduit-elle pas à une immense tautologie ? Le syllogisme ne peut rien nous apprendre d'essentiellement nouveau et, si tout devait sortir du principe d'identité, tout devrait aussi pouvoir s'y ramener. », Henri Poincaré, La Science et l'Hypothèse.
L.E.J. Brouwer suggère : « Le seul fondement possible pour la mathématique doit être cherché dans ce processus constructif, dirigé par l'obligation de distinguer avec réflexion, raffinement et culture, celle des idées qui sont acceptables à l'intuition, évidentes à l'esprit, et celles qui ne le sont pas ».
D'après Hervé Barreau, « la rançon de [la] rigueur [de l'intuitionnisme], prise de façon exclusive, est une certaine inaptitude à recouvrir le champ des mathématiques classiques ».

### Le réalisme platonicien
Il existe une réalité mathématique indépendante « intemporelle »... Kurt Gödel cité par H. Barreau : « Je ne vois pas de raison d'avoir moins confiance dans ce type de perception, c'est-à-dire dans l'intuition mathématique, que dans la perception sensorielle... De plus, ils représentent un aspect de la réalité objective. ».
Pour Albert Lautman, le monde des idées mathématiques est le parangon du monde des Idées platoniciennes. Plus précisément, il considère que les relations entre les objets mathématiques mises en évidence dans les démonstrations sont des relations plus générales, métamathématiques. Dans ses ouvrages, Lautman montre que dans le déroulement d'une démonstration d'un théorème, des idées développées par des philosophes dans un tout autre contexte sont réalisées.
Pour Lautman :
- Faits mathématiques ⇔ êtres mathématiques ⇔ Théories mathématiques ⇔ Idées mathématiques.
- + une logique supra mathématique faite de schèmes de structures,
- + l'application à la réalité empirique".

### Le constructivisme
Les constructivistes n'admettent que les mathématiques construites. Par exemple, les démonstrations par l'absurde sont interdites, puisqu'elles ne donnent l'existence de l'être mathématique que par l'impossibilité de son non-être, et non pas par l'explicitation concrète de son existence.

### Le structuralisme
Le structuralisme soutient que les théories mathématiques décrivent des structures, et que les objets mathématiques sont exhaustivement définies par leur place dans ces structures. Par conséquent, le structuralisme maintient que les objets mathématiques ne possèdent pas de propriétés intrinsèques, mais sont définis par leurs relations extérieures dans un système. Par exemple, le structuralisme soutient que le nombre entier 1 est défini de façon exhaustive par le successeur de 0, dans la structure de la théorie des nombres naturels. Par généralisation de cet exemple, dans cette structure, tout entier est défini par sa place respective sur la droite numérique. D'autres exemples d'objets mathématiques peuvent inclure des droites et des plans en géométrie, ou des éléments et des opérations en algèbre abstraite.
Le structuralisme est une vue épistémologiquement réaliste en ce qu'elle soutient que les énoncés mathématiques ont une valeur de vérité objective. Cependant, son affirmation principale concerne seulement quel type d'entité un objet mathématique, ou une structure sont, et non pas leur type d'existence (en d'autres termes, pas à leur ontologie). Le type d'existence des objets mathématiques dépend de celle des structures dans lesquelles ils sont incorporés; différentes sous-variétés de structuralisme font différentes revendications ontologiques à cet égard.

### Le calculationnisme
Les calculationnistes sont ceux qui comme Stephen Wolfram identifient la nature au calcul. Pour eux, une pomme qui tombe est une instanciation du calcul de la mécanique.

### Sujets historiques
- Histoire des mathématiques
- Histoire de la philosophie